# Villa Antinori delle Rose

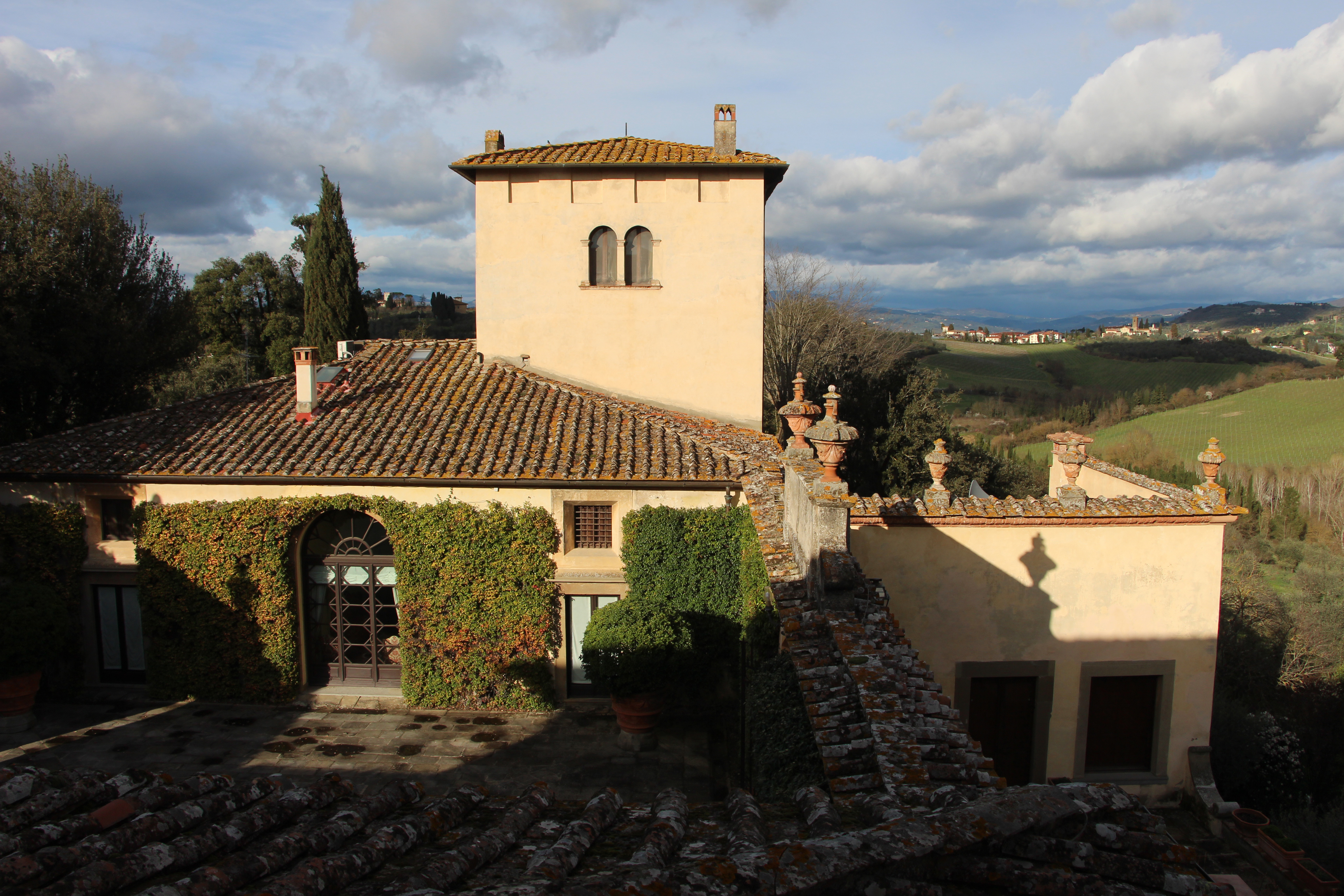
Il cortile

Villa Antinori delle Rose si trova in via Quintole per le Rose angolo via di Brancolano, presso via Senese a Firenze.

## Storia e descrizione
Venendo da Firenze, passando il Galluzzo e la Certosa sulla destra, si trova sulla sinistra il viale rettilineo (circa 500 m, fiancheggiato da cipressi) che porta al Poggiolo delle Rose, dove si trova la villa tra vigneti e uliveti. 
Anticamente la villa era una "casa da signore" di una tenuta agricola, acquistata nel 1487 da Niccolò Antinori. In quell'epoca venne costruita la villa vera e propria che rimase di proprietà della famiglia fino al 1937. Dopo un periodo di oblio, nel 1958 fu acquistata dai Boissevain, che la restaurarono.
Il fronte principale è caratterizzato da una loggia, dove si affaccia il salone settecentesco, decorato da trompe l'oeil e da una balconata, in alto, dove si sedevano i musici durante le feste. 
Vari ambienti sono decorati da affreschi sette-ottocenteschi, come la sala da pranzo, e quella da musica.
Attorno non esiste un vero e proprio giardino, ma piccoli spazi verdi su più livelli.